# Ерцгебиргсщадион
Ерцгебиргсщадион е многофункционален стадион в Ауе, Германия. На него играе домакинските си срещи тимът на Ерцгебирге (Ауе). Стадионът е с капацитет от 16 485 места.

## История
За първи път стадионът е отворен на 27 май 1928 г. През 1950 г. е извършен първият ремонт по стадиона и е отворен отново на 20 август 1950 г. Между 1986 и 1992 стадионът е обект на много ремонти. През 1991 г. е преименуван на Ерцгебиргсщадион. Последният ремонт на стадиона е през 2017 г.